# Кастет-Арруи
Касте́т-Арруи́ (фр. Castet-Arrouy) — коммуна во Франции, находится в регионе Юг — Пиренеи. Департамент — Жер. Входит в состав кантона Мираду. Округ коммуны — Кондом.
Код INSEE коммуны — 32085.

## География

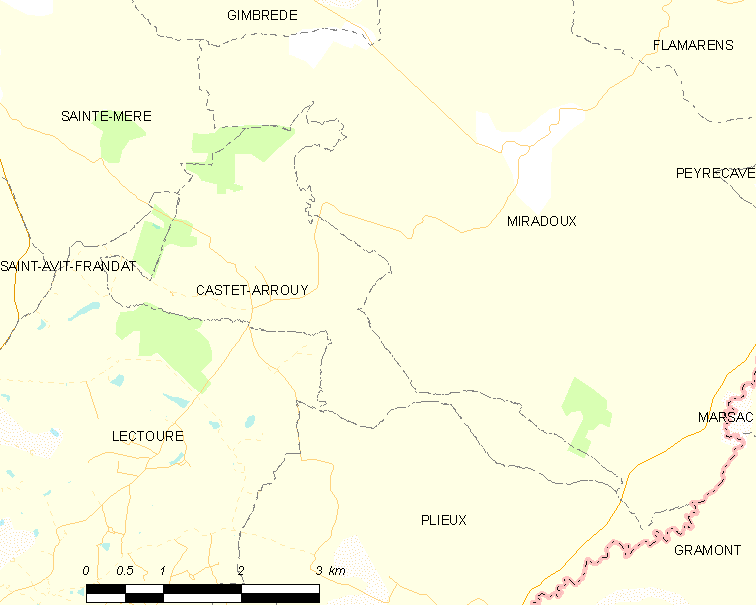
Карта коммуны

Коммуна расположена приблизительно в 560 км к югу от Парижа, в 75 км северо-западнее Тулузы, в 39 км к северу от Оша.
По территории коммуны протекает река Ору.

## Климат
Климат умеренно-океанический. Лето жаркое и немного дождливое, температура часто превышает 35 °С. Зимой часто бывает отрицательная температура и ночные заморозки. Годовое количество осадков — 700—900 мм.

## Население
Население коммуны на 2010 год составляло 191 человек.
| 1962 | 1968 | 1975 | 1982 | 1990 | 1999 | 2010 |
| ---- | ---- | ---- | ---- | ---- | ---- | ---- |
| 163  | 174  | 145  | 133  | 132  | 148  | 191  |

## Администрация
| Период | Период | Фамилия         | Партия        | Примечания |
| ------ | ------ | --------------- | ------------- | ---------- |
| 2001   | 2014   | Альбер Сала     | Разные правые |            |
| 2014   | 2020   | Робер Лаффуркад |               |            |

## Экономика
В 2010 году среди 116 человек трудоспособного возраста (15-64 лет) 80 были экономически активными, 36 — неактивными (показатель активности — 69,0 %, в 1999 году было 63,3 %). Из 80 активных жителей работали 74 человека (42 мужчины и 32 женщины), безработных было 6 (1 мужчина и 5 женщин). Среди 36 неактивных 6 человек были учениками или студентами, 17 — пенсионерами, 13 были неактивными по другим причинам.

## Достопримечательности
- Церковь Св. Бландины[фр.] (XVI век). Исторический памятник с 1999 года[4]